# Donald Watson
Donald Watson (Mexborough, 2 september 1910 - Keswick (Cumbria), 16 november 2005) was een Britse dierenrechten-voorvechter en medeoprichter van The Vegan Society. Hij wordt omschreven als de  vader van het veganisme of de eerste veganist. 

## Biografie
Watson groeide op nabij zijn oom die een boerderij had waar hij dikwijls op bezoek ging. Aldaar was hij getuige van het slachten en besloot in 1924 om geen vlees meer te eten. Op later leeftijd verdween ook de behoefte om zuivel te nuttigen nadat hij het principe en de werking van de zuivelindustrie te weten kwam. 
Na het werken in het familiebedrijf werd hij leraar. 
In 1944 richtte hij de Vegan Society op. Daarnaast was hij wandelgids. 